# Yvan Marie
Pour les articles homonymes, voir Marie.
Yvan Marie, né le 10 mai 1913 à Émiéville et mort le 9 avril 1988 à Caen,, est un coureur cycliste français. Il a remporté Paris-Vimoutiers en 1938 et le Critérium national de la route (zone occupée) en 1941.

## Palmarès
- 1935
  - Paris-Barentin
  - Grand Prix de l'Union
  - Circuit du Roumois
  - Circuit du Pays de Caux
  - Circuit du Pays d'Auge

- 1936
  - Paris-Vimoutiers
  - Grand Prix du Havre-Eclair
  - Grand Prix de Granville
  - 3e de Alençon-Tours
  - 5e du GP Wolber

- 1937
  - Grand Prix Claudel

- 1938
  - Grand Prix de la Suze
  - 3e de Manche-Océan

- 1939
  - 9e étape du Tour du Maroc
  - Grand Prix des courriers normands
  - 2e de Manche-Océan

- 1940
  - Grand Prix de l'Auto

- 1941
  - Critérium national (zone occupée)
  - 2e du Grand Prix des Nations

- 1946
  - 3e du Grand Prix du Courrier picard

- 1947
  - Maillot des As

- 1948
  - Maillot des As

- 1950
  - 2e du Maillot des As
  - 3e de Paris-L'Aigle

## Résultats sur le Tour de France
4 participations 
- 1936 : 21e
- 1938 : 23e
- 1939 : abandon (9e étape)
- 1948 : abandon (10e étape)